# Tiếng Hà Nhì
Tiếng Hà Nhì (Haqniqdoq hay xa31ɲi31; giản thể: 哈尼语; phồn thể: 哈尼語; bính âm: Hāníyǔ) là một ngôn ngữ Tạng-Miến thuộc nhóm ngôn ngữ Lô Lô, được người Hà Nhì ở Trung Quốc, Lào và Việt Nam sử dụng .

## Phân bố
Ở Trung Quốc, tiếng Hà Nhì hiện diện chủ yếu ở khu vực phía đông sông Mê Kông thuộc trung-nam tỉnh Vân Nam, chủ yếu ở Phổ Nhĩ và Hồng Hà. Tiếng Hà Nhì còn có mặt ở tỉnh Lai Châu và Lào Cai miền Tây Bắc Việt Nam và ở tỉnh Phongsaly của Lào.
Edmondson (2002) ghi nhận rằng tiếng Hà Nhì tại Việt Nam gồm hai phương ngữ riêng rẽ, một ở phía đông (huyện Mường Tè) và một ở phía tây (Phong Thổ, Bát Xát). Người Hà Nhì ở Việt Nam nói các phương ngữ khác nhau có thể hiểu lẫn nhau. Edmondson (2002) ghi nhận các phương ngữ Hà Nhì ở Việt Nam khác nhau chủ yếu ở từ vựng.

## Âm vị học
Tiếng Hà Nhì có 3 thanh điệu chính và ba loại nguyên âm ngắn.

### Phụ âm
|              |           | Môi    | Môi  | Lợi | Lợi | (Lợi-) ngạc cứng | Ngạc mềm |
| thường       | vòm       | thường | xuýt |     |     | (Lợi-) ngạc cứng | Ngạc mềm |
| ------------ | --------- | ------ | ---- | --- | --- | ---------------- | -------- |
| Tắc/ Tắc Xát | vô thanh  | p      | pʲ   | t   | ts  | tɕ               | k        |
| Tắc/ Tắc Xát | bật hơi   | pʰ     | pʰʲ  | tʰ  | tsʰ | tɕʰ              | kʰ       |
| Tắc/ Tắc Xát | hữu thanh | b      | bʲ   | d   | dz  | dʑ               | ɡ        |
| Xát          | vô thanh  | f      |      |     | s   | ɕ                | x        |
| Xát          | hữu thanh |        |      |     | z   |                  | ɣ        |
| Mũi          | Mũi       | m      | mʲ   | n   |     | ȵ                | ŋ        |
| Tiếp cận     | Tiếp cận  |        |      | l   |     | j                |          |

### Nguyên âm
Độ dài nguyên âm trong tiếng Hà Nhì cũng rất đặc biệt.
|              | Trước | Trước | Giữa | Sau | Sau |
| ------------ | ----- | ----- | ---- | --- | --- |
| Đóng         | i     | i     |      | ɯ   | u   |
| Vừa          | e     | ø     |      | ɤ   | o   |
| Vừa          |       |       | ɔ    |     |     |
| Mở           |       |       | a    |     |     |
| Âm tiết tính | ɹ̩     | ɹ̩     |      |     |     |

|     |      | Trước | Sau | Sau |
| --- | ---- | ----- | --- | --- |
| Đôi | Đóng |       | ue  | ue  |
| Đôi | Vừa  | ie    | iɤ  | iɔ  |
| Đôi | Mở   | ia    | ua  | ua  |

## Chữ viết

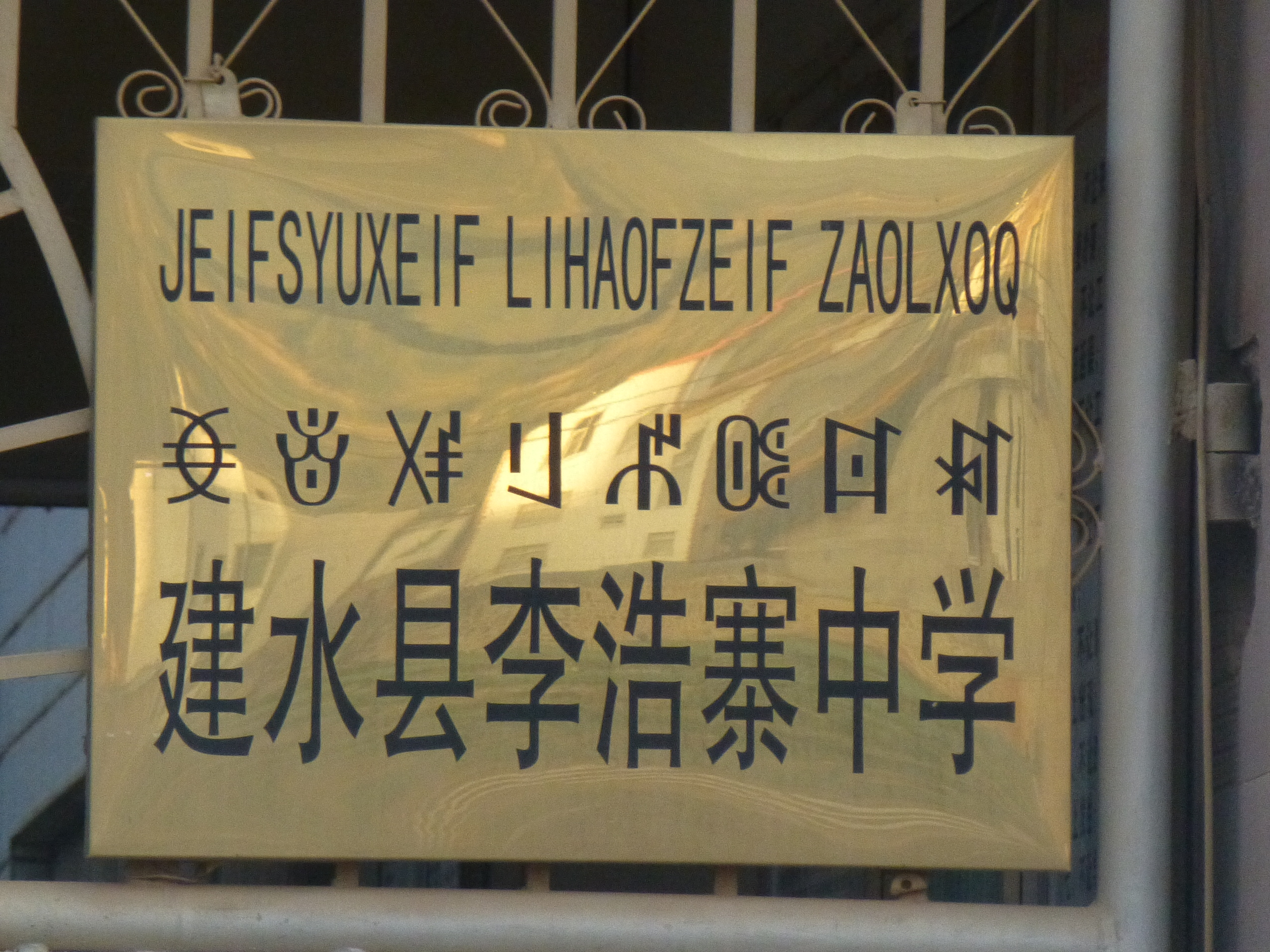
Biển báo của Trung học Lí Hạo trại Kiến Thủ huyện, tại Kiến Thủy, Vân Nam, viết lần lượt bằng tiếng Hà Nhì, tiếng Lô Lô và tiếng Trung Quốc.

Truyện dân gian của người Hà Nhì có nhắc đến một loại chữ viết cổ nhưng đã thất truyền khi người Hà Nhì di cư khỏi Tứ Xuyên. Ở Trung Quốc, người Hà Nhì ngày nay viết chữ Latinh với dạng chuẩn dựa trên phương ngữ Haya ở Lục Xuân thuộc Hồng Hà.

### Ví dụ
| Tiếng Hà Nhì | Tiếng Việt |
| --- | --- |
| Aqsol liq yoqdeivq yoqpyuq bo, meeqyaovq ssolnei colpyuq qiq kov dei. Davqtavcolssaq neenyuq bel neema meeq ya siq, laongaoq meilnaol nadul meil e gaq ssol hhyul hha bavqduv nia. | Tất cả mọi người sinh ra đều được tự do và bình đẳng về nhân phẩm và quyền lợi. Mọi con người đều được tạo hóa ban cho lý trí và lương tâm và cần phải đối xử với nhau trong tình anh em. |